# اومبرتو لنتسی
اومبرتو لنتسی (ایتالیایی: Umberto Lenzi) (زاده ۶ اوت ۱۹۳۱ - ۱۹ اکتبر ۲۰۱۷) کارگردان، فیلم‌نامه‌نویس و رمان‌نویس ایتالیایی بود.
از فیلم‌های او می‌توان به مسافر بین‌راهی در تاریکی، پیرینو، آفتی برای رهایی، گوست‌هاوس، ببخشید شما نرمال هستید؟، قاتل باید دوباره بکشد، پسر عقاب سیاه و یورش بزرگ اشاره نمود.

## درگذشت
لنتسی در ۱۹ اکتبر ۲۰۱۷ درگذشت. این کارگردان در منطقه اوستیای رم در بیمارستان بستری شد. علت مرگ او مشخص نیست.

## زندگی شخصی
همسر اومبرتو لنتسی اولگا پخار بود که از نویسندگان برخی از فیلم‌های او بود. لنتسی آنارشیست بود.